# John Sedgwick
John B. Sedgwick (13 de septiembre de 1813 - 9 de mayo de 1864) fue un militar que llegó al rango de general del Ejército Federal de los Estados Unidos de América, en la guerra de Secesión.  Murió por un disparo procedente de un francotirador del ejército confederado en la Batalla de la espesura o de Spotsylvania.

## Juventud
Sedgwick nació en las Colinas Litchfields, situadas en el pueblo de Connecticut. Le pusieron el nombre en honor a su abuelo, John Sedgwick (general que participó en la Independencia Estadounidense bajo el mando de George Washington), hermano de Theodoro Sedgwick. Después de trabajar como profesor durante dos años, asistió a la Academia Militar de Estados Unidos. Se graduó en 1837 y fue nombrado teniente de artillería. Luchó en las guerras semínolas y en la invasión a México, ascendiendo al rango de capitán por la batalla de Padierna y la Churubusco, y después a comandante por la batalla de Chapultepec.
Después de regresar de México, fue destinado a la división de caballería y sirvió en Kansas en la Guerra de Utah, contra la rebelión mormona, y en las Guerras Indias.

## Guerra Civil

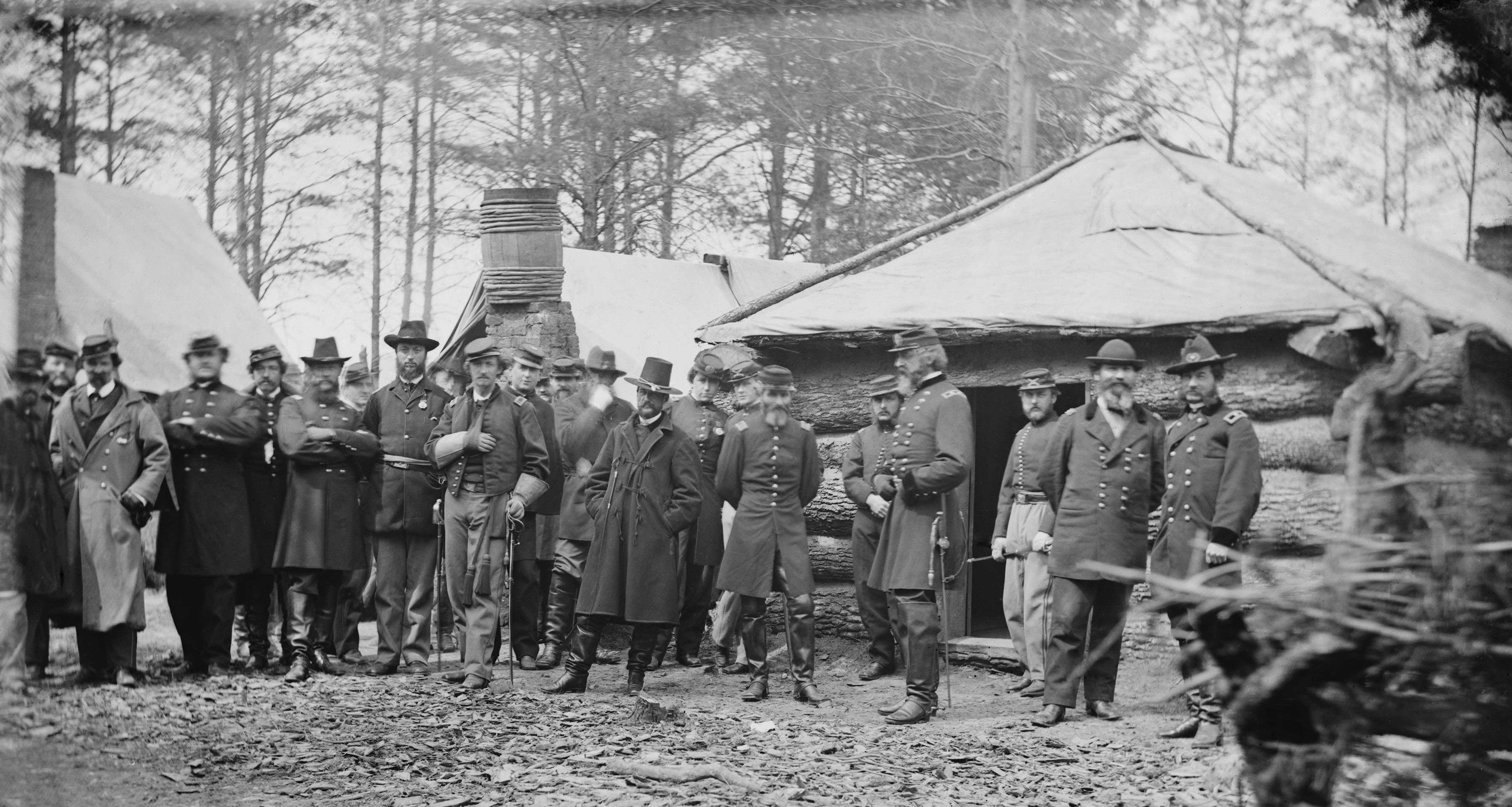
Ejército de John Sedgwick

A principios de la Guerra Civil Sedgwick sirvió como coronel e inspector general asistente del Departamento Militar de Washington. No asistió a los comienzos de la guerra, en la Primera batalla de Bull Run, puesto que se estaba recuperando de la enfermedad del cólera. Promovido a brigadier general el 31 de agosto de 1861, comandó la Segunda Brigada de la división del Mayor General Samuel P. Heintzelman en el Ejército de Potomac. Después dirigió su propia división, la designada Segunda división de II cuerpo para la Campaña Peninsular. En Virginia peleó en Yorktown y Seven Pines, fue herido en el brazo y la pierna en la batalla de Glendale. El 4 de julio de 1862 fue ascendido a mayor general.
En la batalla de Antietam, el Mayor General Edwin V. Summer, comandante del II Cuerpo, envió a la división de Sedgwick a un asalto en masa sin el reconocimiento necesario, sucediendo que la división se enfrentara a fuerzas confederadas, bajo el mando del Mayor General Thomas J. "Stonewall" Jackson y desde tres lados a la vez, dando lugar a 2200 bajas. El mismo Sedgwick fue herido por tres balazosː en la muñeca, pierna y hombro, dejándolo fuera de acción hasta después de la batalla de Fredericksburg.

## Muerte
Murió el 9 de mayo de 1864 como consecuencia de un disparo certero en el ojo izquierdo, procedente de un francotirador confederado, situado a más de 900 metros de él, en la Batalla de la espesura o de Spotsylvania. Sus últimas palabras fueron: «No podrían acertar a un elefante a esta dist...» (en inglés: They couldn't hit an elephant as this dist...).
Sedgwick fue la baja de más alta graduación en la Guerra Civil del ejército de la Unión (el más antiguo en el rango de todos los generales mayores muertos). Cuando el teniente general Ulysses S. Grant tuvo noticias del suceso, y sin poder creérselo, preguntó repetidamente: "¿Está verdaderamente muerto?".